# كلية التربية
في الولايات المتحدة وكندا، كلية التربية أو كلية العلوم التربوية هي قسم داخل جامعة مكرسة لمنحة دراسية في مجال التعليم، وهو فرع متعدد التخصصات من العلوم الاجتماعية يشمل علم الاجتماع وعلم النفس، واللغويات، والاقتصاد، والعلوم السياسية، والسياسة العامة، والتاريخ، وغيرها، وكلها تنطبق على موضوع التعليم الابتدائي والثانوي وما بعد الثانوي. يوجد في الولايات المتحدة 1206 مدرسة وكلية وأقسام تعليمية، وهي موجودة في 78% من جميع الجامعات والكليات. وفقًا للمركز الوطني لإحصاءات التعليم، مُنح 176,572 فردًا درجة الماجستير في التعليم من قبل المؤسسات المانحة للدرجات العلمية في الولايات المتحدة في 2006-2007. نما عدد درجات الماجستير الممنوحة بشكل كبير منذ تسعينيات القرن الماضي وتمثل أحد مجالات التخصص التي تمنح أكبر عدد من درجات الماجستير في الولايات المتحدة.